# 데드 맨 (1995년 영화)
《데드 맨》(영어: Dead Man)은 1995년 개봉한 미국의 서부 영화이다. 짐 자무시가 감독과 각본을 맡았다.

## 출연

### 주연
- 조니 뎁
- 게리 파머
- 랜스 헨릭슨
- 마이클 윈콧
- 밀리 아비탈

### 조연
- 이기 팝
- 빌리 밥 손튼
- 자레드 해리스

## 기타
- 공동제작: 카렌 코치
- 미술: 밥 지엠비키
- 의상: 마릿 알렌
- 배역: 엘렌 루이스
- 배역: 로라 로센달

## 같이 보기
- 수정주의 서부극